# Džepni bojni brod
Džepni bojni brod (engl.: Pocket battleship) je naziv kojeg su Englezi uveli za njemačke ratne brodove klase Deutschland. Brodovi te klase su u Njemačkoj prvobitno označavani kao oklopnjače (njem. Panzerschiff), kasnije kao teške krstarice. Džepni bojni brod je bio manji od standardnog bojnog broda, imao je deplasman teške krstarice, ali je bio naoružan topovima većeg kalibra (280 mm) od topova teških krstarica (203 mm). Osim toga, bio je sporiji od krstarica.
Ideja za ovaj tip broda je nastala u vremenu, kada je Njemačkoj izgradnja većih ratnih brodova bila zabranjena klauzulama Versajskog ugovora. Da tome doskoči i omogući svojoj floti da ipak ima i bojne brodove, Njemačka je nastojala izgraditi jedan tip sa što jačim naoružanjem i zaštitom, a sa što manjim deplasmanom. Njemačka je propaganda tvrdila, da flota ima brod koji je brži od jačih brodova, a jači od bržih. To nije bilo točno jer su na pr. britanski bojni krstaši bili i brži i znatno jači. 

## Karakterisitke
Kod izgradnje je primjenjivan naročit sustav konstrukcije sa što većom upotrebom zavarivanja, glavni brodski strojevi bili su diesel-motori, u velikoj mjeri i gdje god se moglo upotrijebio se laki metal. Na taj se način na brodovima teškim približno 10.000 tona standardnog deplasmana postizao smještaj razmjerno jakog topništva, relativno dobar oklop i polučivanje maksimalna brzina od 26 čvorova (po nekim izvorima čak 28,5 čvorova) te velik djelatni radijus uz veliku ekonomsku brzinu. Naročito je ovo posljednje omogućivalo i obećavalo vrlo dobru upotrebu ovih plovnih jedinica u trgovačkom ratu na oceanima to više, što su te jedinice bile topnički znatno jače od krstarica, koje su inače predviđene za zaštitu konvoja. Međutim, pokazale su se i neke mane džepnog bojnog broda, koje su potvrđene u bitci kod La Plate, napose u pogledu zaštite kao i u pogledu strojeva i razvijanja brzine. Graf von Spee zadao je svojim jakim naoružanjem teške udarce protivničkim krstaricama (tešku krstaricu HMS Exeter je onesposobio), ali je i sam bio oštećen te je morao uploviti u Montevideo. Njemačka nije suviše mnogo očekivala od tih brodova, pa se zato već prije početka Drugog svjetskog rata prešlo na gradnju pravih bojnih brodova.
Glavne karakteristike džepnih bojnih brodova: 
- standardni deplasman oko 12 300 tona,
- naoružanje: 6 topova od 280 mm, 8 od 150 mm, 6 protuzračnih od 105 mm uz veći broj automatskih malokalibarskih topova, 8 torpednih cijevi od 533 mm i konačno dva ukrcana aviona.
- djelatni polumjer iznosi oko 9 000 Nm (nautičkih milja) kod brzine od 20 čv,
- maksimalna brzina 26 čv.

## Brodovi u klasi
Ukupno su izgrađena tri ovakva broda i to:
- Deutschland, kasnije nazvan Lützow (u službi od 1933.),
- Admiral Scheer (u službi od 1934.) i
- Admiral Graf von Spee (u službi od 1936.).

## Poveznice
- Bojni brod
- Oklopnjača